# سید محی‌الدین مزارعی
سید محی‌الدین مزارعی نماینده شیراز در دوره پنجم مجلس شورای ملی بود. 
سید محی‌الدین اهل روستای مزارعی (وحدتیه کنونی) در دشتستان بوشهر بود. همراه با عمویش سید جعفر مجتهد که از روحانیون مشروطه خواه شیراز بود در فعالیتهای سیاسی این شهر شرکت داشت. در انتخابات دوره پنجم مجلس شورای ملی در ۱۳۰۲ از شیراز نامزد شد و به مجلس راه یافت. او در مجلس با سیلی زدن به دکتر احیاءالسلطنه نماینده زنجان شهرت یافت، در تلافی کشیده ای که احیاءالسلطنه ای به سید حسن مدرس زده بود. 